# Конструктивізм

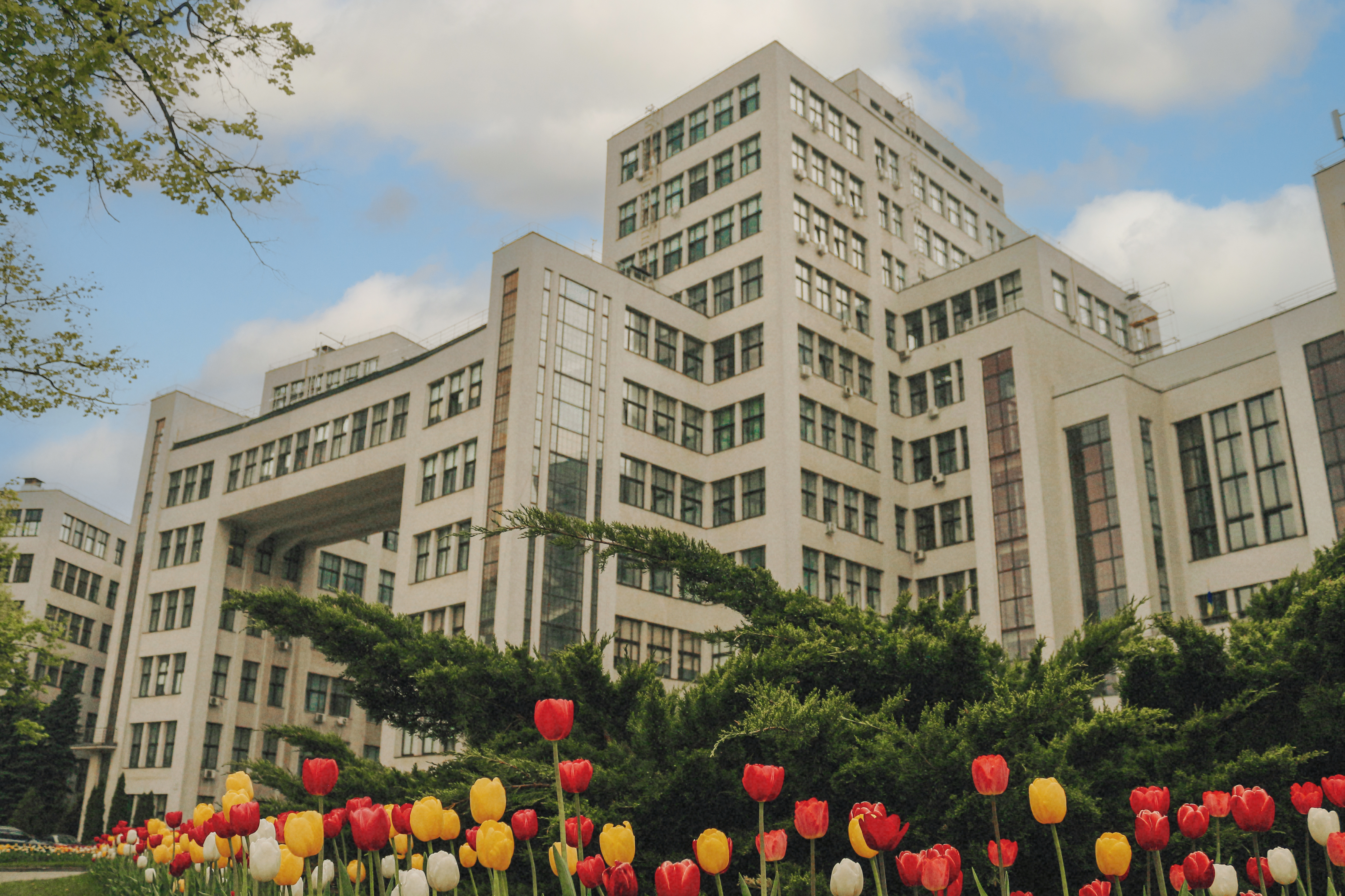
Держпром, 1928, Харків

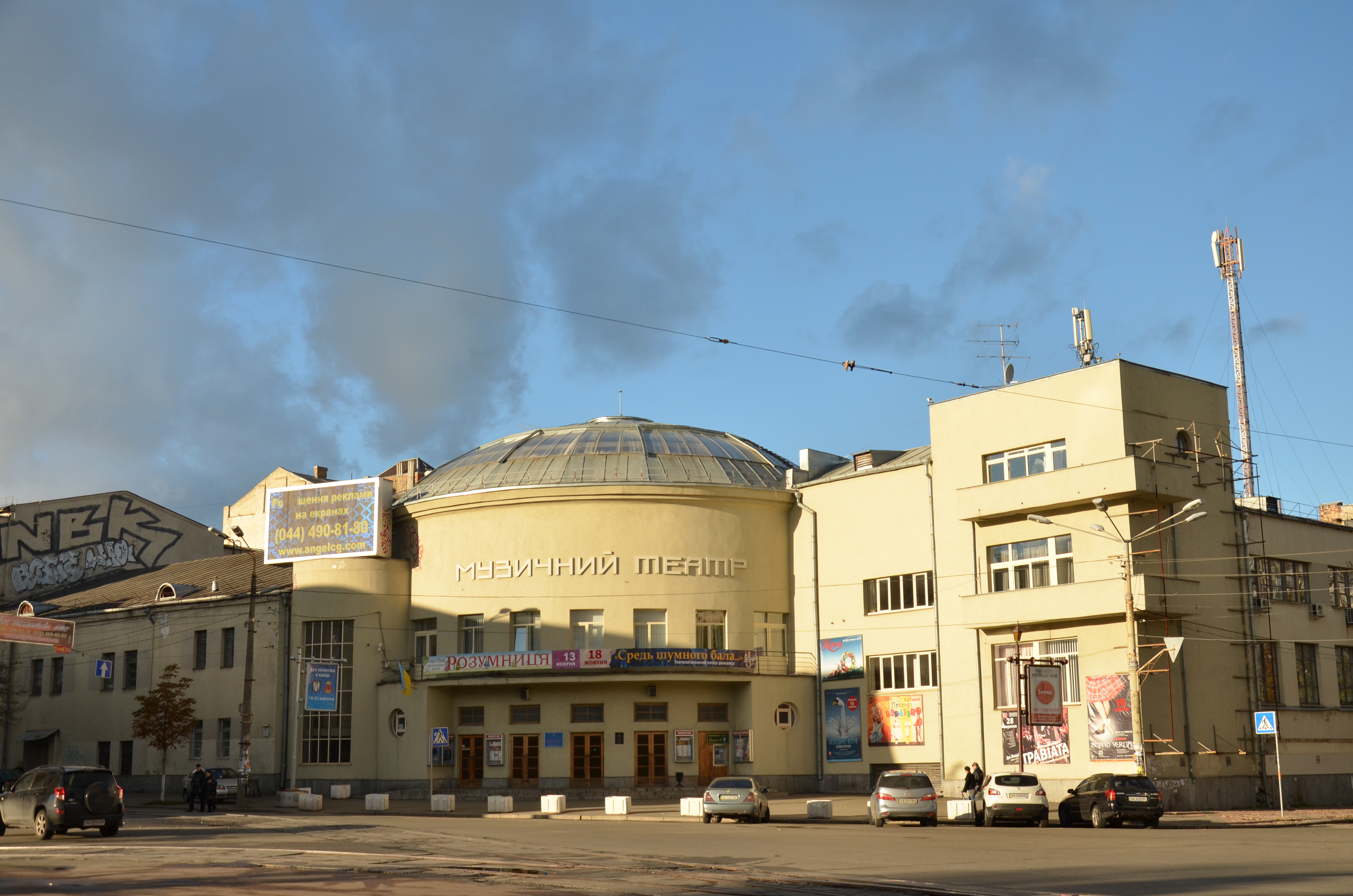
Будинок клубу «Харчовик», 1933-34 рр., Київ

Конструктиві́зм (від лат. constructio — побудова) — авангардистський метод (стиль, напрям) в образотворчому мистецтві, архітектурі, художньому конструюванні, літературі (див. Конструктивізм у літературі), фотографії, оформлювальні на декоративно-прикладному мистецтві, що розвинувся в 1920-х — початку 1930-х років. Характеризується суворістю, геометризмом, лаконічністю форм і монолітністю зовнішнього вигляду.

## Історія
В архітектурі конструктивізм обстоює раціональну доцільність, економність, лаконізм у засобах вираження. Прагнучи поєднати мистецьку творчість з виробництвом, конструктивізм відкидає практично не вмотивовану декоративність, схематизує мову мистецтва. В образотворчому мистецтві та літературі прихильники конструктивізму надавали великого значення техніцизму, штучним конструктивним формам, абстракціям тощо.
Найвідомішою була творчість німецького баухаусу (1919—1933).

## Конструктивізм у СРСР

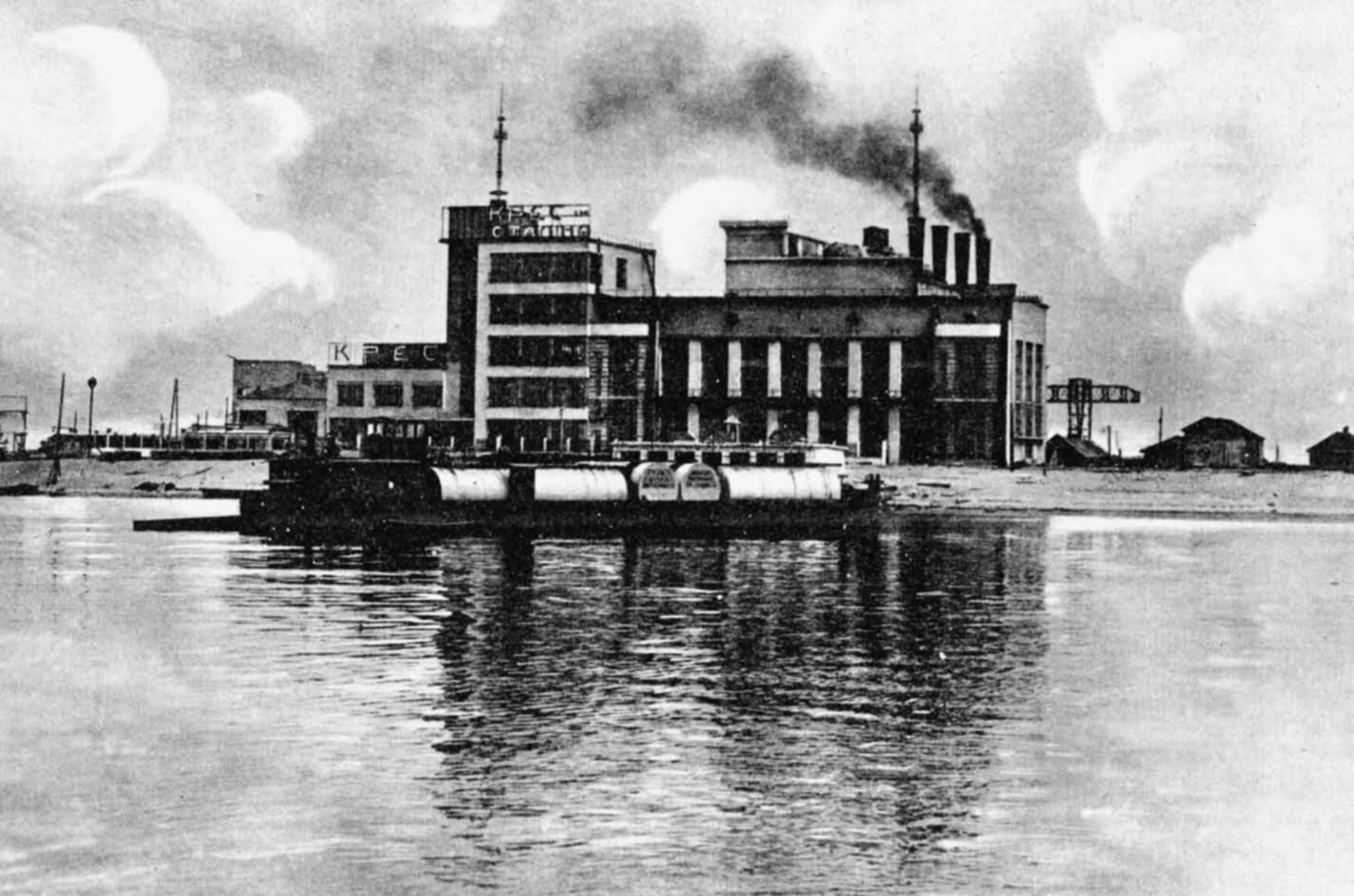
Київська районна електростанція у 1930

У СРСР конструктивізм виник відразу після Жовтневої революції як один з напрямків нового, авангардного, пролетарського мистецтва. Ідея нового напрямку полягала у відмові від «мистецтва заради мистецтва» і підпорядкування її виробництву.
Прихильники конструктивізму, висунувши задачу «конструювання» довкілля, активно направляє життєві процеси, прагнули осмислити формотворчі можливості нової техніки, її логічних, доцільних конструкцій, а також естетичні якості таких матеріалів, як метал, дерево, скло.
Найбільший вплив на становлення конструктивізму зробило «виробниче мистецтво», що закликало «свідомо творити корисні речі» і культивувати образ нової гармонійної людини, що користується зручними речами і живе в облаштованому місті. «Виробниче мистецтво» не стало більше ніж концепцією, однак, термін конструктивізм було виголошено саме теоретиками цього напряму (у їхніх виступах та брошурах постійно зустрічалися також слова «конструкція», «конструктивний», «конструювання простору»).
На формування конструктивізму вплинули також футуризм (культ майбутнього і дискримінація минулого разом з цим), супрематизм (позбавлені образотворчого смислу комбінації геометричних обрисів), кубізм (підкреслено геометризовані умовні форми), пуризм (прагнення до первісної чистоти та відсутності запозичень) та інші новаторські течії 1910-х років.
У 1922 році друком вийшла книга Олексія Гана «Конструктивізм», де вперше був офіційно позначений однойменний термін. У книзі робився акцент на індустріальній складовій культури нової Росії.
Важливою віхою в розвитку конструктивізму стала діяльність талановитих архітекторів — братів Леоніда, Віктора та Олександра Весніних, які почали свій творчий шлях в епоху модерну. Вперше Весніни голосно заявили про себе на конкурсі проєктів будівлі Палацу Праці в Москві. Представлений ними проєкт виділявся не тільки раціональністю плану і відповідністю зовнішнього вигляду естетичним ідеалам сучасності, але і мав на увазі використання новітніх будівельних матеріалів і конструкцій.
Ще одним відомим проєктом Весніних стала будівля московського відділення газети «Ленінградська правда» на Страсній площі. На ділянці площею 36 кв. метрів архітектори розмістили 6-поверховий будинок, що включав в себе не тільки офіс і редакційні приміщення, а й газетний кіоск, вестибюль, читальний зал (одне із завдань конструктивістів полягала в тому, щоб на малій площі згрупувати максимальну кількість життєво необхідних приміщень). Весніни прийшли до усвідомлення лаконічної «пролетарської» естетики, вже маючи солідний досвід у проєктуванні будівель, у живописі і в оформленні книг.
Найближчим соратником і помічником братів Весніних був теоретик архітектури першої половини XX століття Мойсей Гінзбург. Разом вони організували Об'єднання сучасних архітекторів (рос. Объединение современных архитекторов, ОСА), до якого увійшли провідні конструктивісти того часу. Товариство пропагувало використання новітніх конструкцій і матеріалів, типізацію та індустріалізацію будівництва.
Основною теоретичною концепцією зрілого конструктивізму (1926—1928 рр.) став функціональний метод, що базується на науковому аналізі особливостей функціонування будівель, споруд, містобудівних комплексів шляхом створення їхнього раціонального плану і обладнання. Таким чином, ідейно-художні та утилітарно-практичні завдання розглядалися в сукупності. Кожній функції відповідає найраціональніша об'ємно-планувальна структура (форма відповідає функції). Функціональний метод був спрямований проти стилізаторського ставлення до конструктивізму — перетворення його з методу у стиль, в зовнішнє наслідування, без осягнення суті. Зокрема, за недотримання функціонального методу розкритикували Григорія Бархіна, автора проєкту будинку «Известий».
У ці ж роки відбувається захоплення конструктивістів ідеями відомого французького архітектора, художника та дизайнера Ле Корбюз'є, який неодноразово приїжджав до Росії і спілкувався і співпрацював з членами ОСА: братами Пантелеймоном та Іллею Голосовими, Михайлом Барщом, Володимиром Владимировим. За проєктом француза на вул. Кірова (нині М'ясницька) було споруджено будинок Центросоюза (згодом тут розмістився Держкомстат).
Особливою фігурою в історії конструктивізму вважається учень Олександра Весніна — Іван Леонідов, виходець із селянської родини, який почав свій творчий шлях з учня іконописця. Ле Корбюз'є називав молодого архітектора «поетом і надією російського конструктивізму», однак утопічні, спрямовані в майбутнє проєкти Леонідова не знайшли практичного застосування.
Поряд з представниками інших архітектурних течій, конструктивісти вели пошуки нових прийомів планування населених пунктів і принципів розселення, висували проєкти перебудови побуту, розробляли нові типи громадських будівель (Палаци праці, Будинку Рад, робочі клуби, фабрики-кухні тощо).

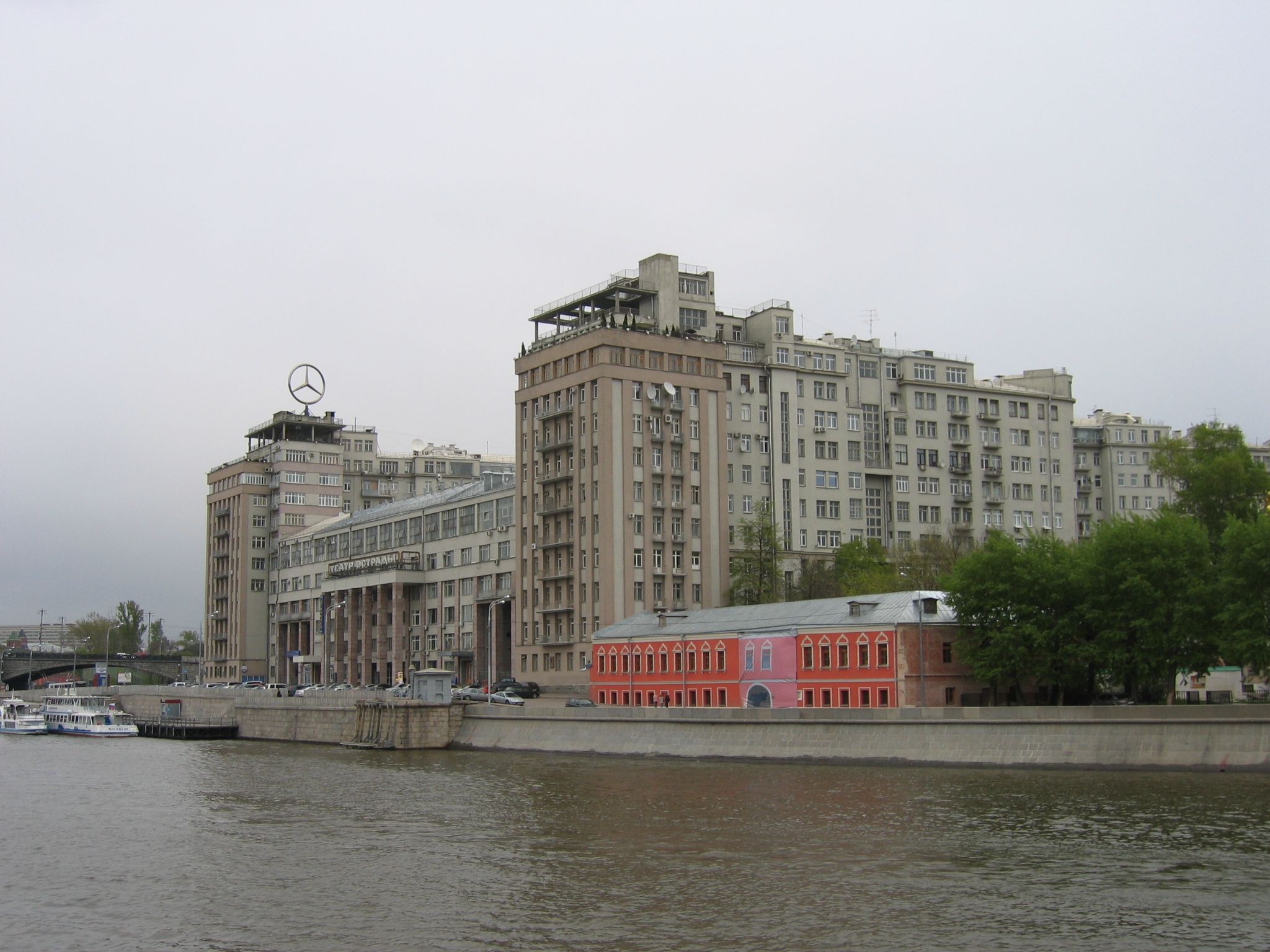
«Дім на набережній», Москва

Найвідомішими московськими спорудами у стилі конструктивізм є: «Дім на набережній» (1927—1931 рр., арх. Борис Іофан, вул. Серафимовича, д. 2), Клуб ім. Русакова (1927—1929 рр., арх. Костянтин Мельников, вул. Строминка, д. 6), Будинок культури ім. Зуєва (1928—1928 рр., арх. Ілля Голосов, вул. Лісова, д. 18), будівля Наркомзему (1929—1933 рр., арх. Олексій Щусєв, вул. Садова-Спаська, д. 11/1), Комбінат газети «Правда» (1931—1937 рр., арх. Пантелеймон Голосов, вул. Правди, д. 24), Дім Госторга (1927 р., арх. Борис Великовський, вул. Мясницька, д. 47), будівля Центросоюза (1929—1936, арх. Ле Корбюз'є, вул. М'ясницька, д. 39), Дім «Известий» (1925—1927 рр., арх. Григорій та Михайло Бархін, Тверська вул., д. 18), будівля Кожсиндиката (1927 р., арх. Голубєв, Чистопрудний б-р, д. 12А), Московський планетарій (1928—1929 рр., арх. Михайло Барщ і Михайло Синявський, вул. Садово-Кудринская, д. 5), Дім Наркомфіну (1932 р., арх. Мойсей Гінзбург та Ігнатій Мілініс, Новінський б-р., д. 25).

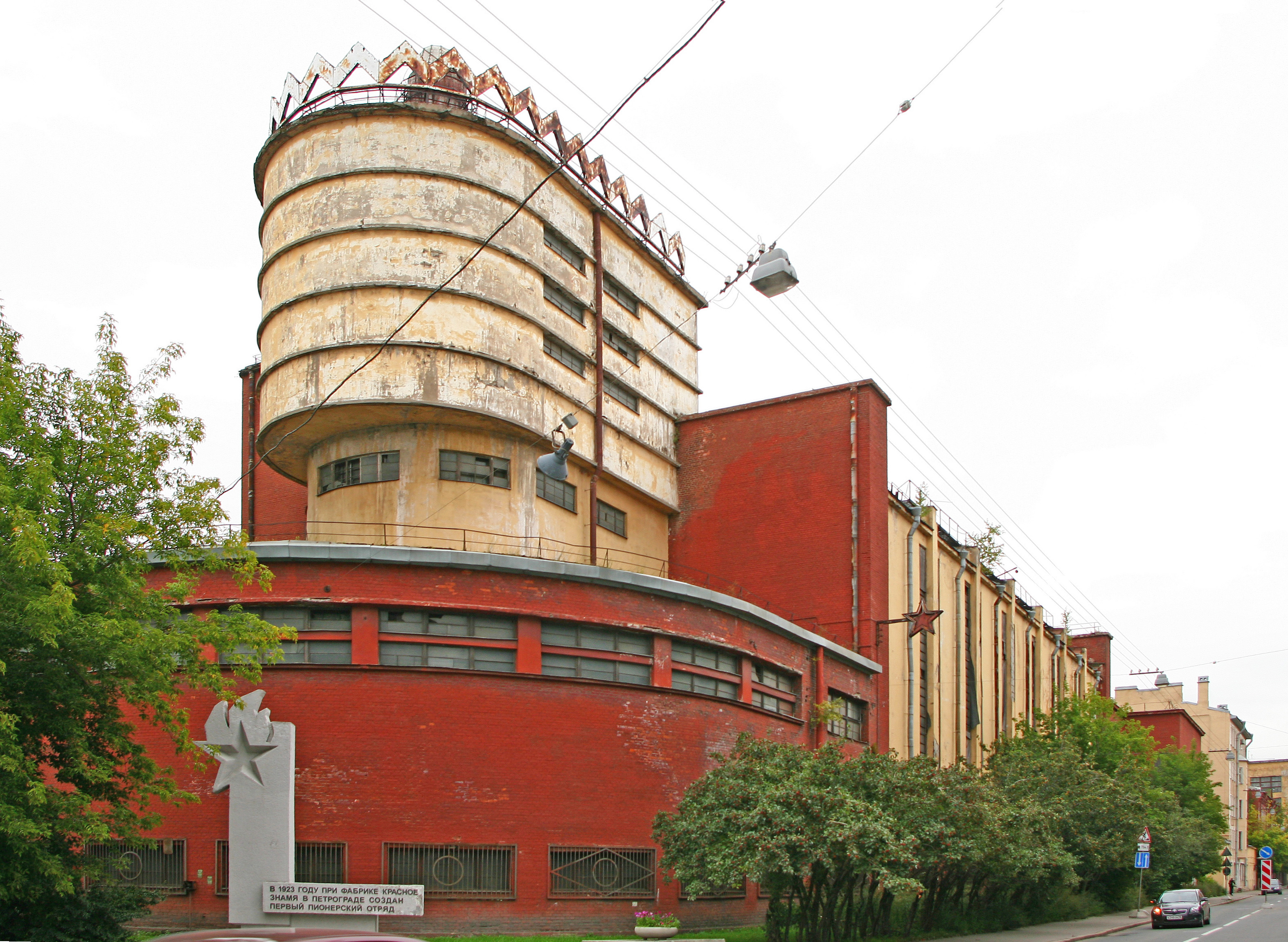
Силова станція текстильної фабрики «Красное Знамя», Санкт-Петербург

У Санкт-Петербурзі фрагменти конструктивістської забудови є в районі проспекту Стачек, на тракторної вулиці в районі фабрики «Красное Знамя» (Петроградська сторона). Ленінградський конструктивізм створювався зусиллями архітекторів Олександра Гегелло, Миколи Демкова, Євгенія Левінсона, Олександра Нікольського, Якова Черніхова, Ігоря Явейна.

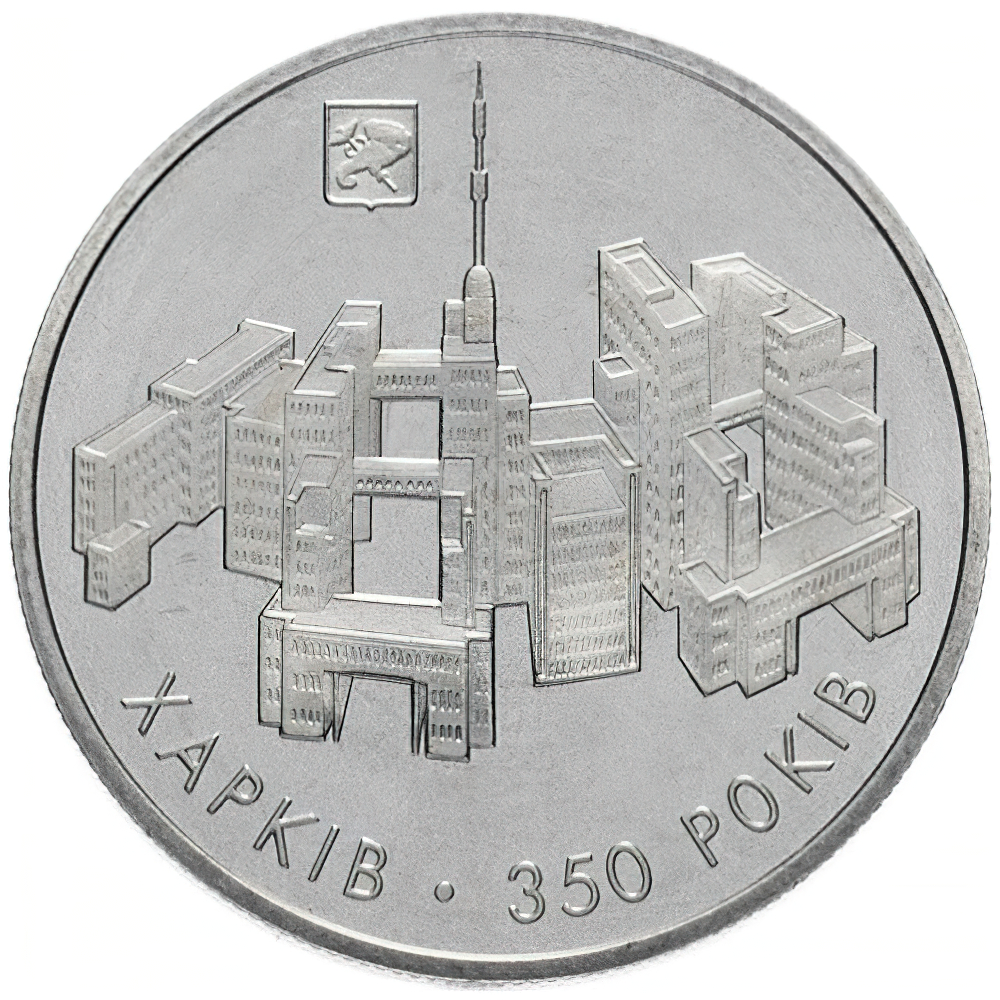
5 гривень
(2004 року)

У Харкові яскравим представником стилю конструктивізм є будівля Держпрому (нині — Будинок української промисловості), побудованого в 1925—1928 роках на площі Дзержинського (нині площа Свободи) за проєктом ленінградських архітекторів Сергія Серафимова, Самуїла Кравця і Марка Фельгера за участю інженера Павла Роттерта.
У Мінську найвідомішим пам'ятником конструктивізму є Будинок уряду, збудований у 1934—1939 роках на Площі Леніна (нині Майдан Незалежності) за проєктом архітектора Йосипа Лангбарда.
На думку дослідників, у своїй теоретичної та практичної діяльності конструктивісти допустили ряд помилок, серед яких оголошення квартири «матеріальною формою дрібнобуржуазної ідеології», схематизм в організації побуту в деяких проєктах будинків-комун, недооблік природно-кліматичних умов, недооцінка ролі великих міст під впливом ідей дезурбанізма.
На початку 1930-х років значною мірою змінилася політична ситуація в країні і в мистецтві. Новаторські і авангардні течії спочатку зазнали різкої критики, а потім і зовсім опинилися під забороною як «буржуазні». На зміну романтично-утопічному, суворому й революційному аскетизму прийшов сталінський неокласицизм.
Конструктивісти опинилися в опалі. Багато хто з них виявилися забуті або репресовані.
На думку деяких вчених, у СРСР у 1932—1936 роках мав місце «перехідний стиль», названий умовно «постконструктівізм».

## Галерея

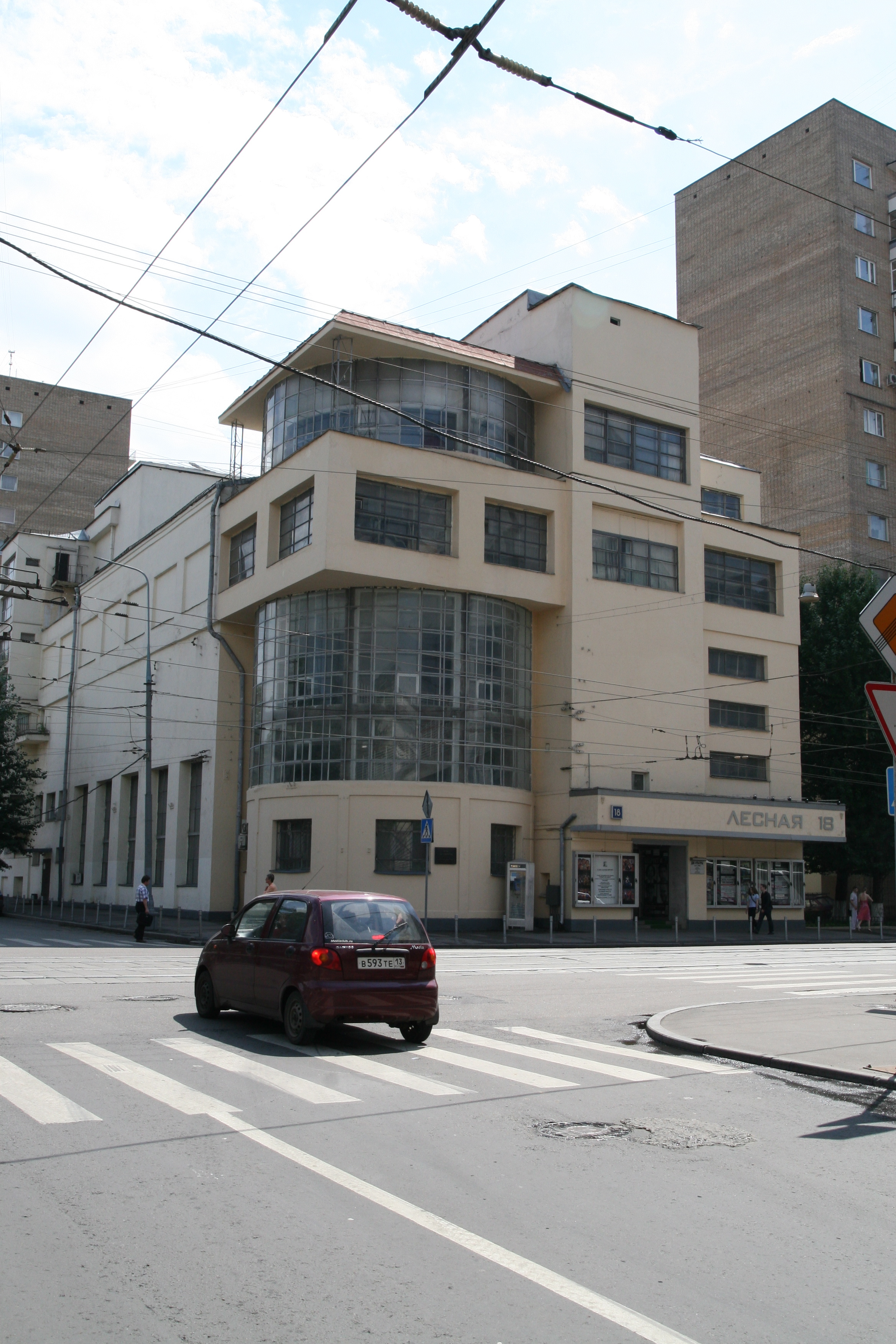
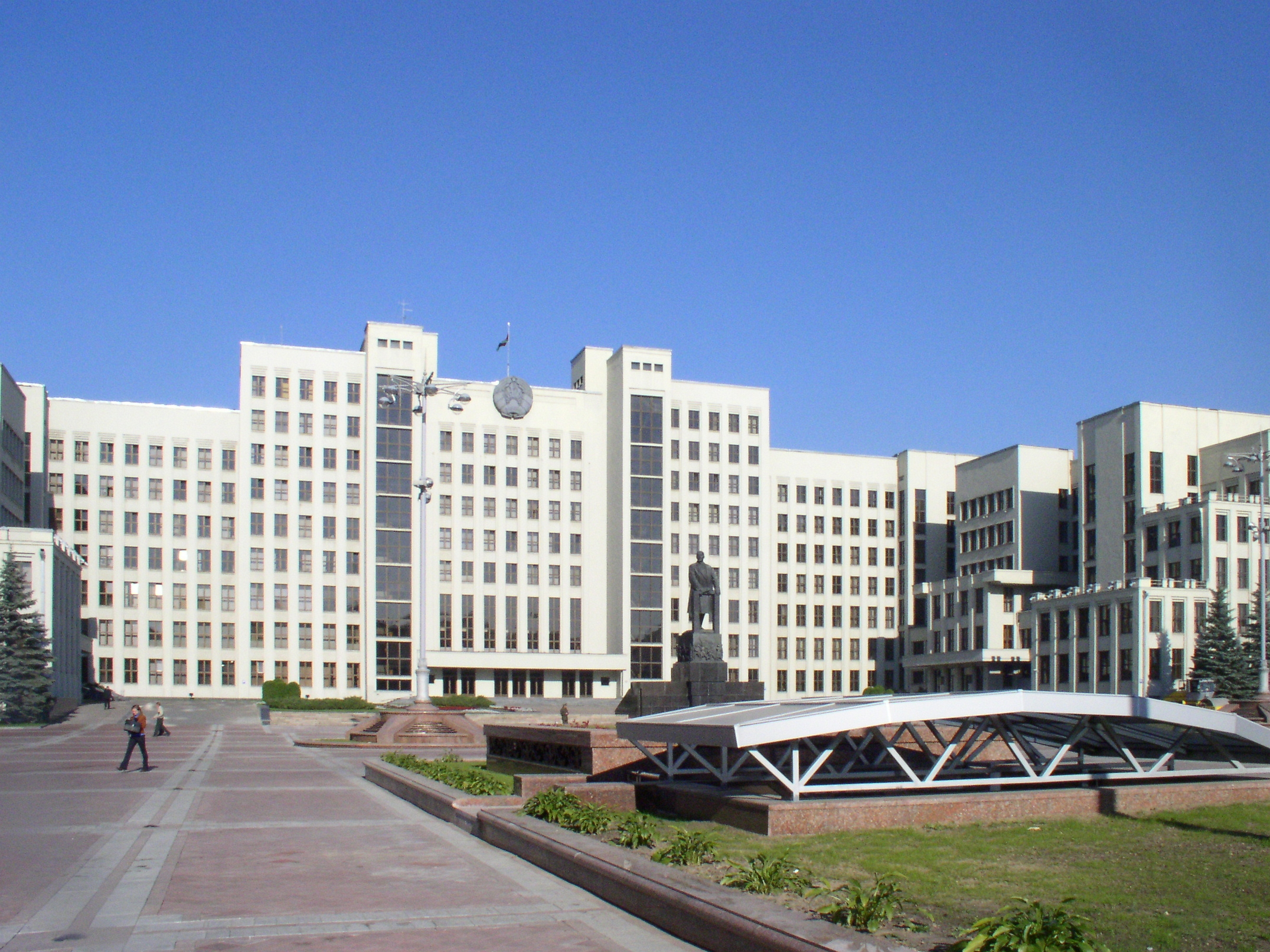
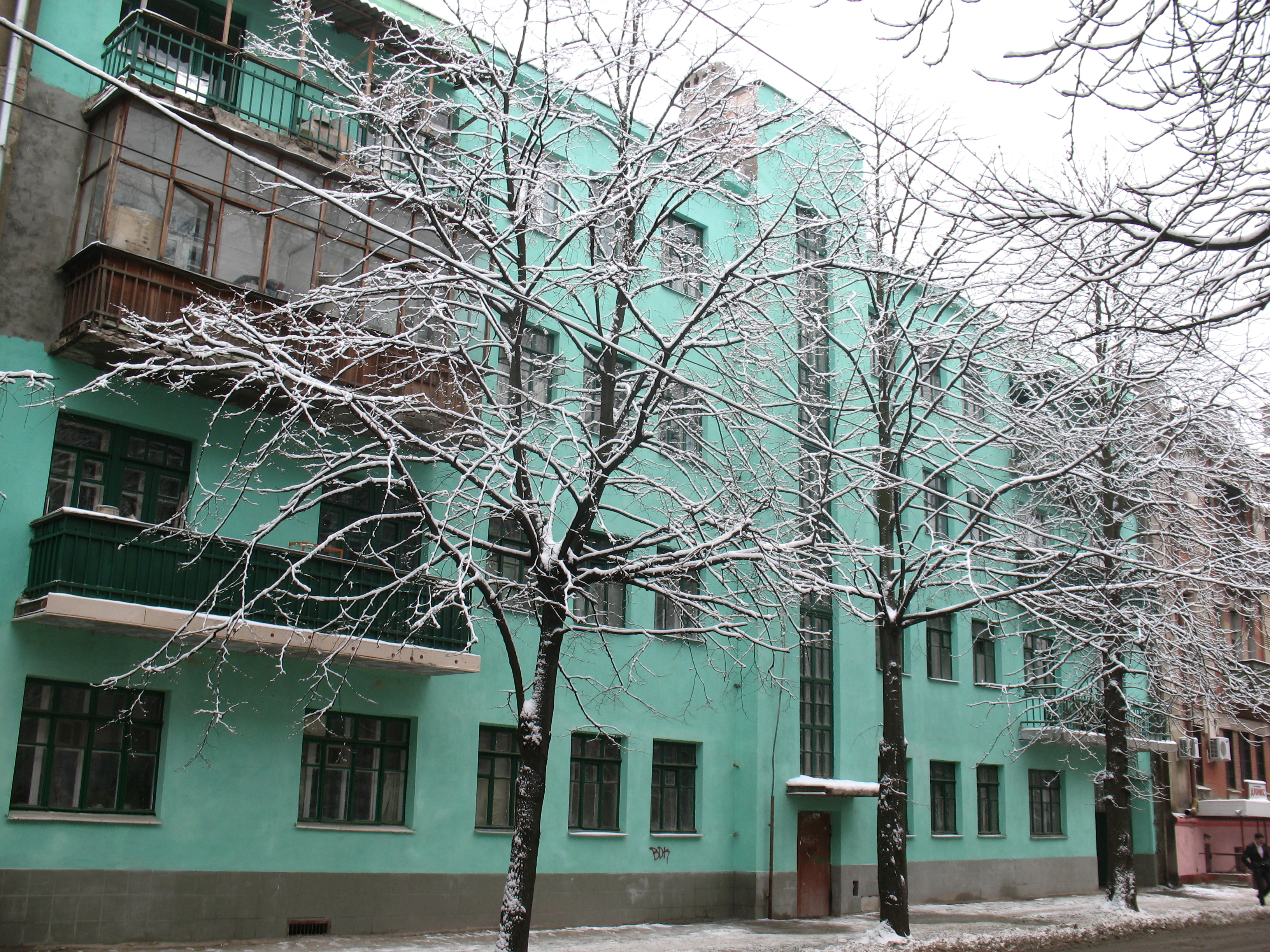
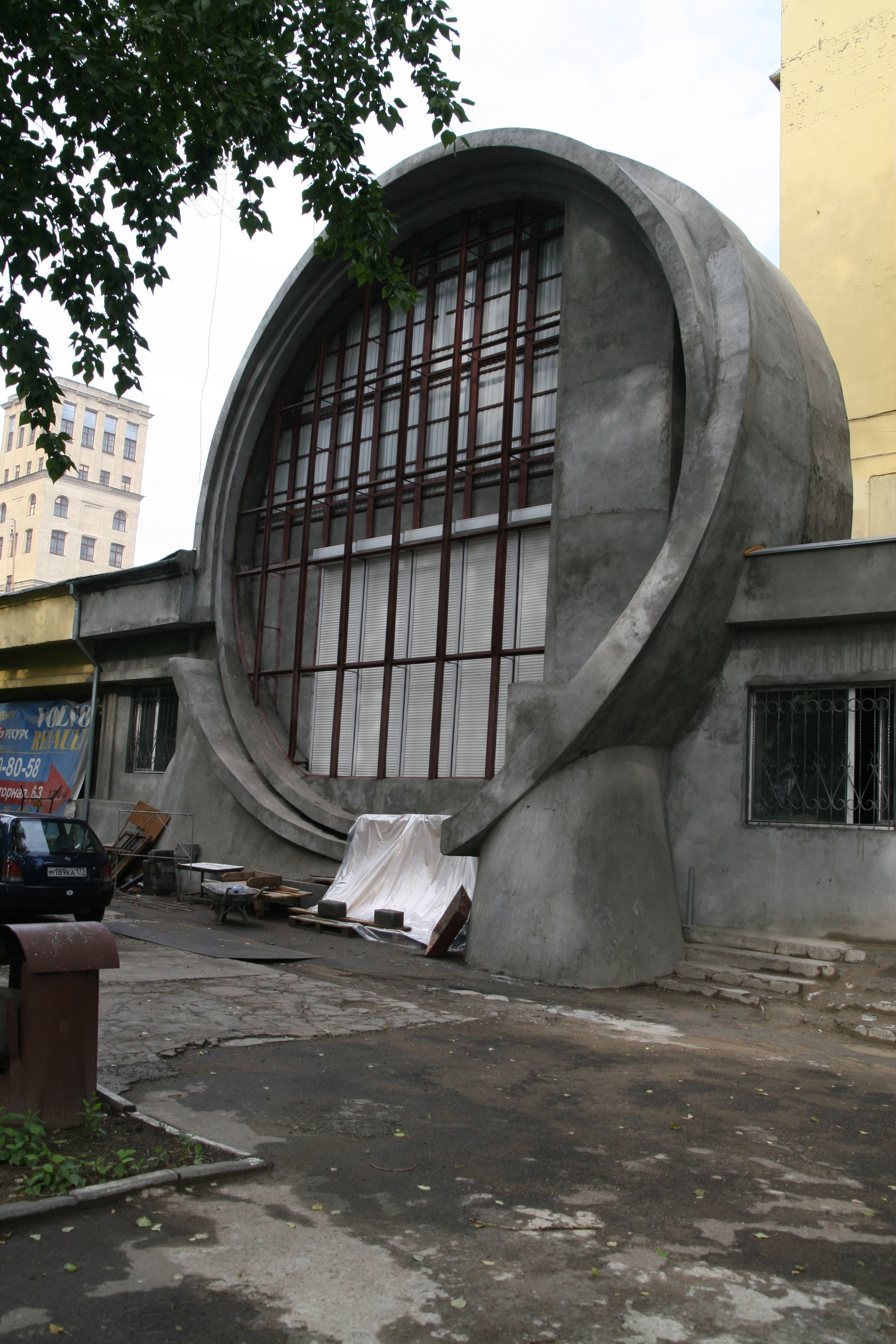
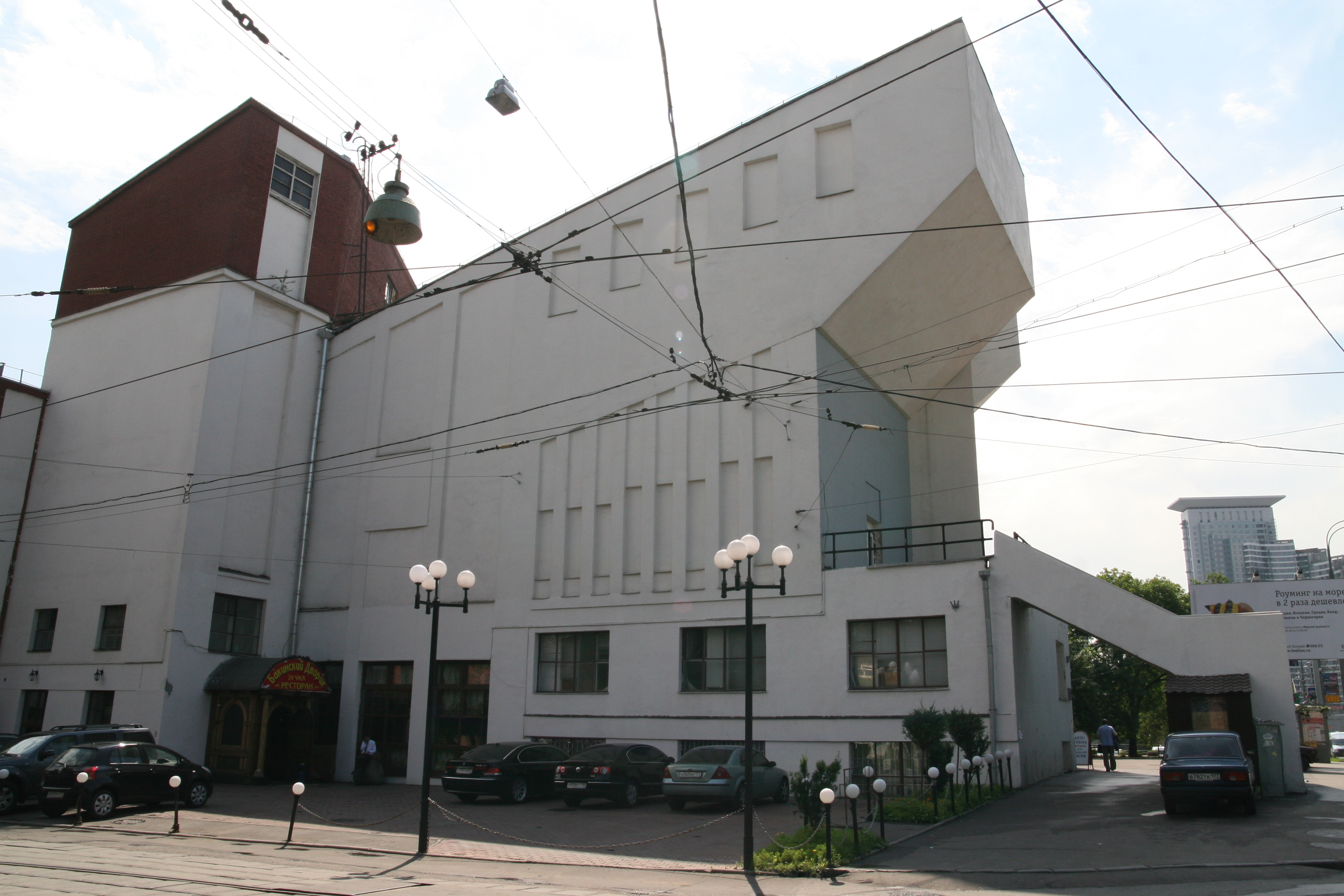
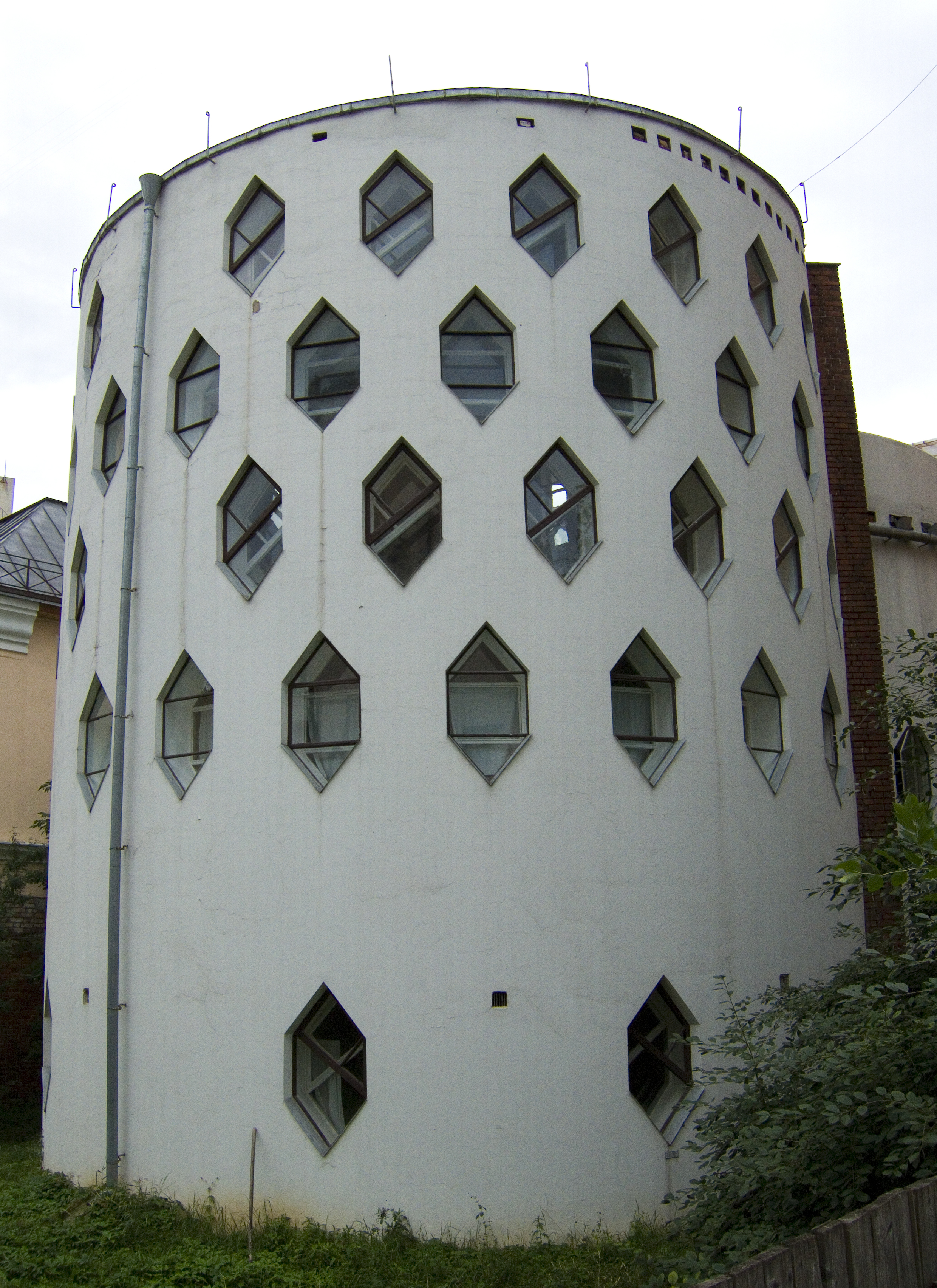
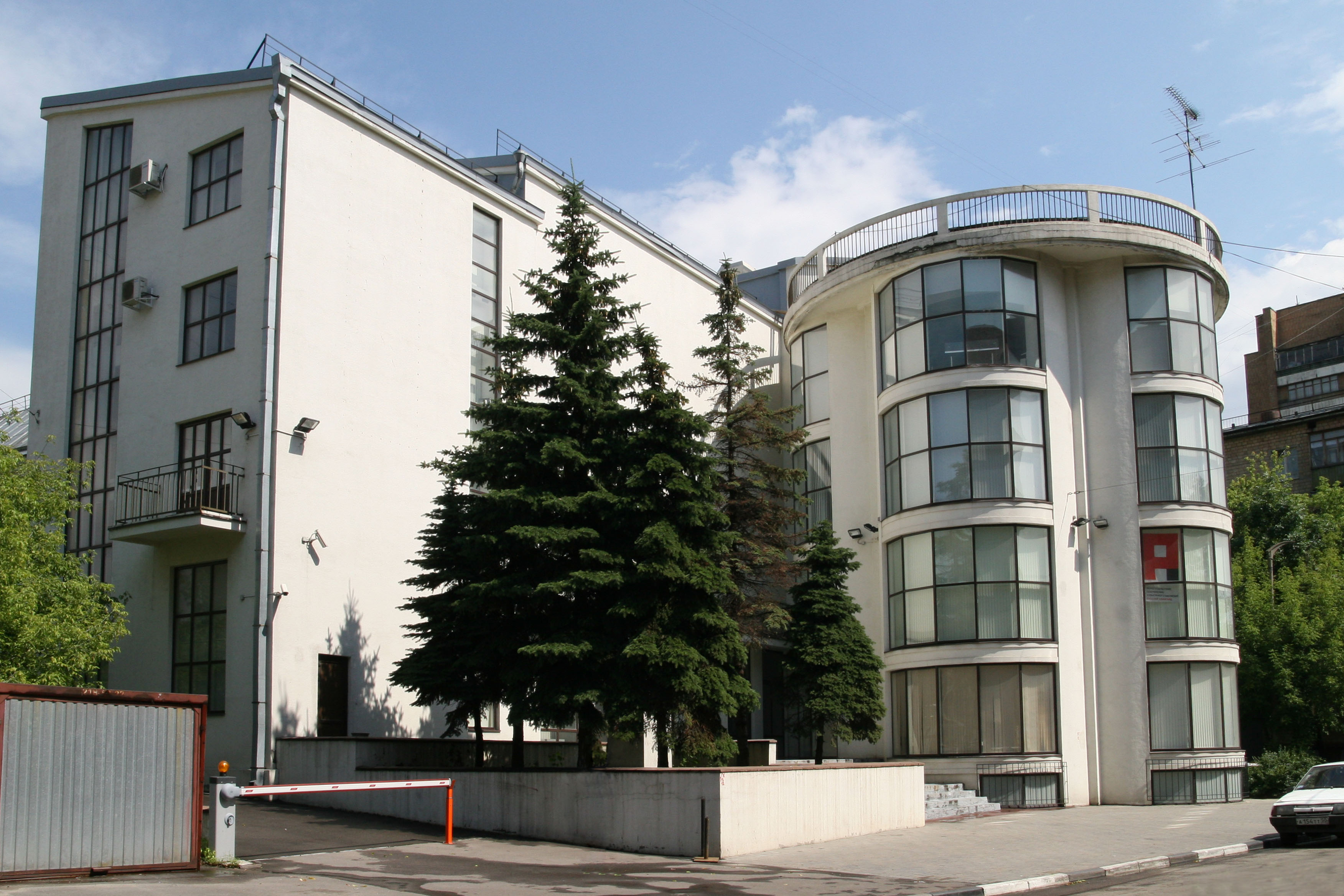
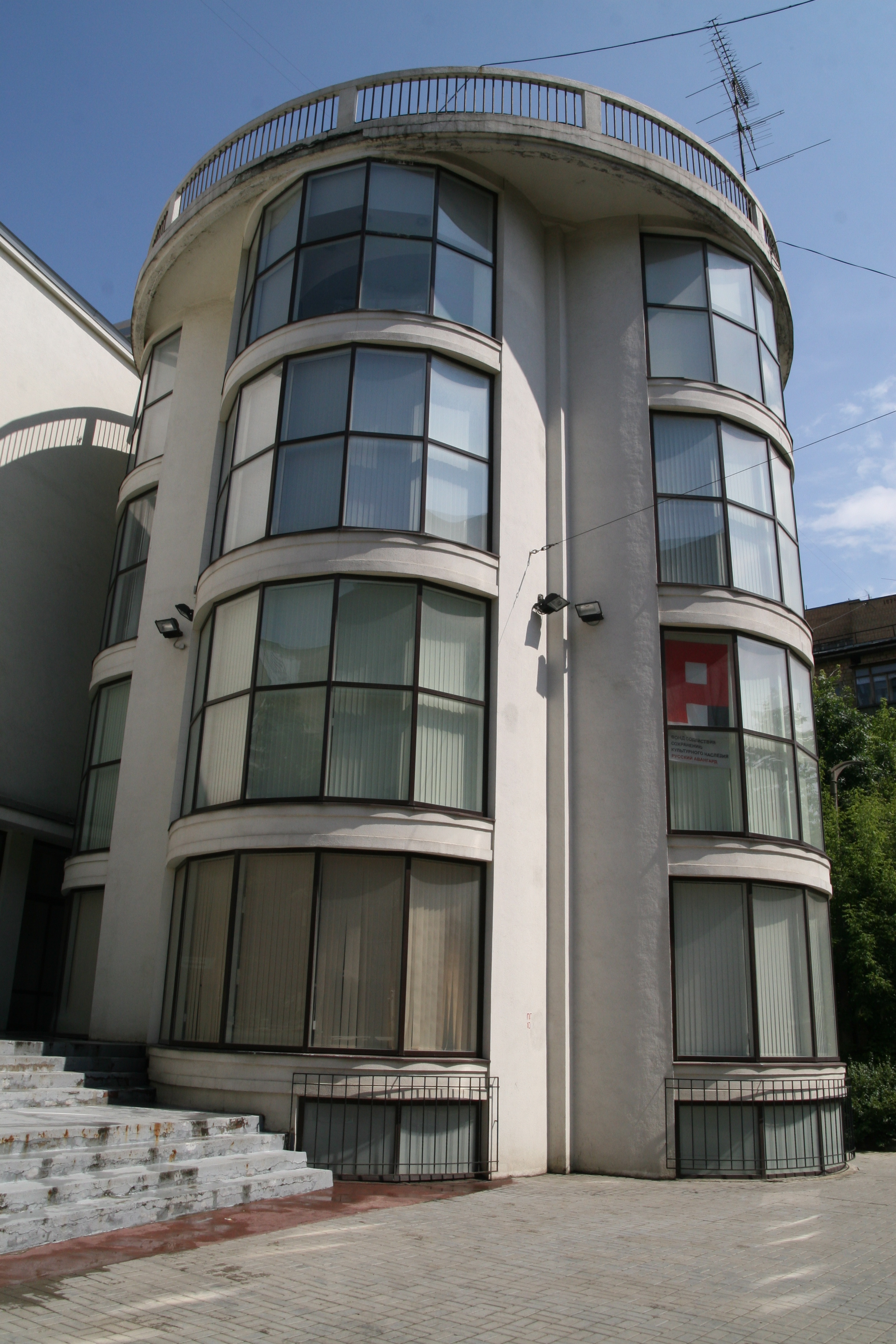
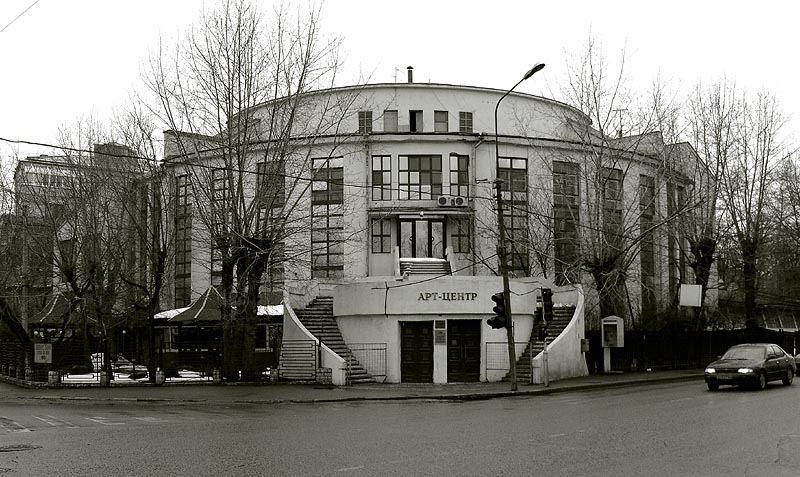
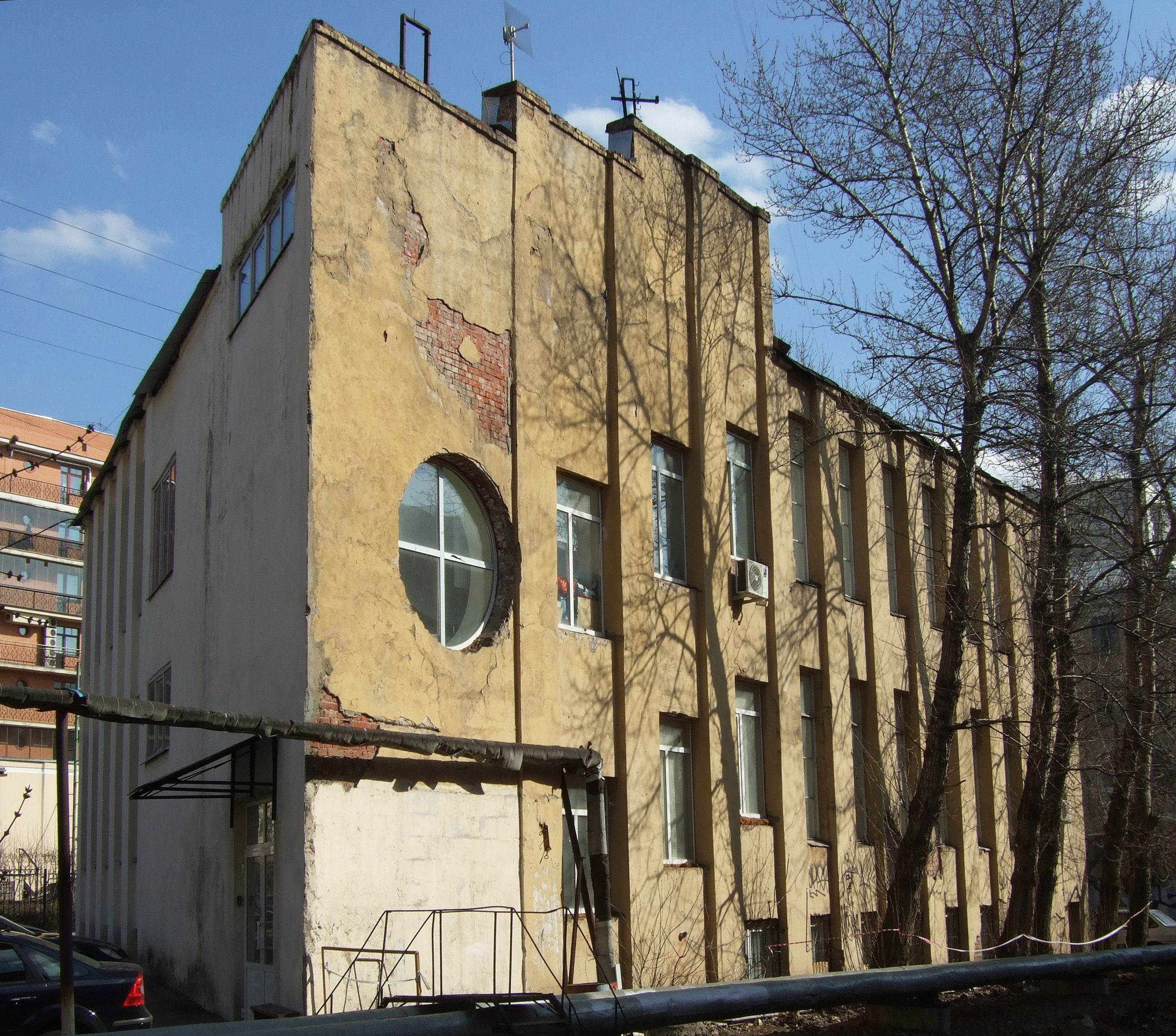
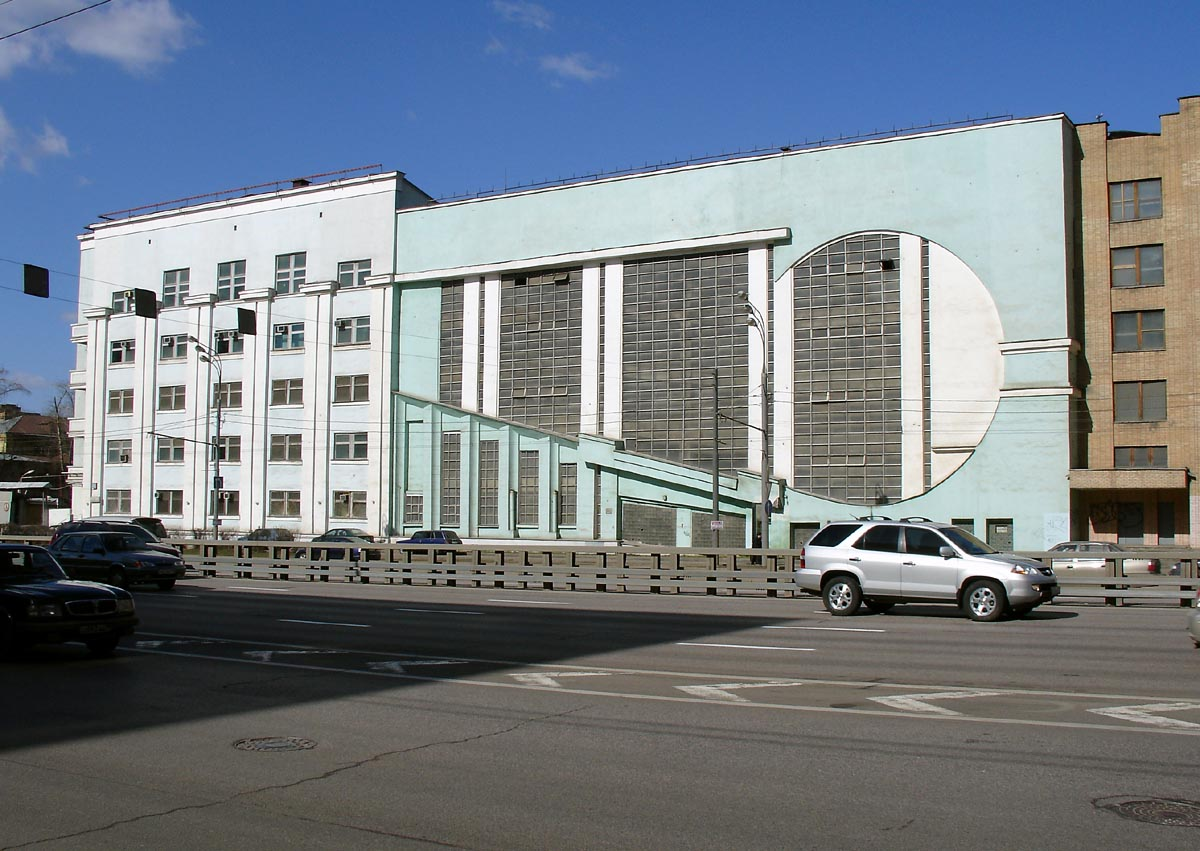
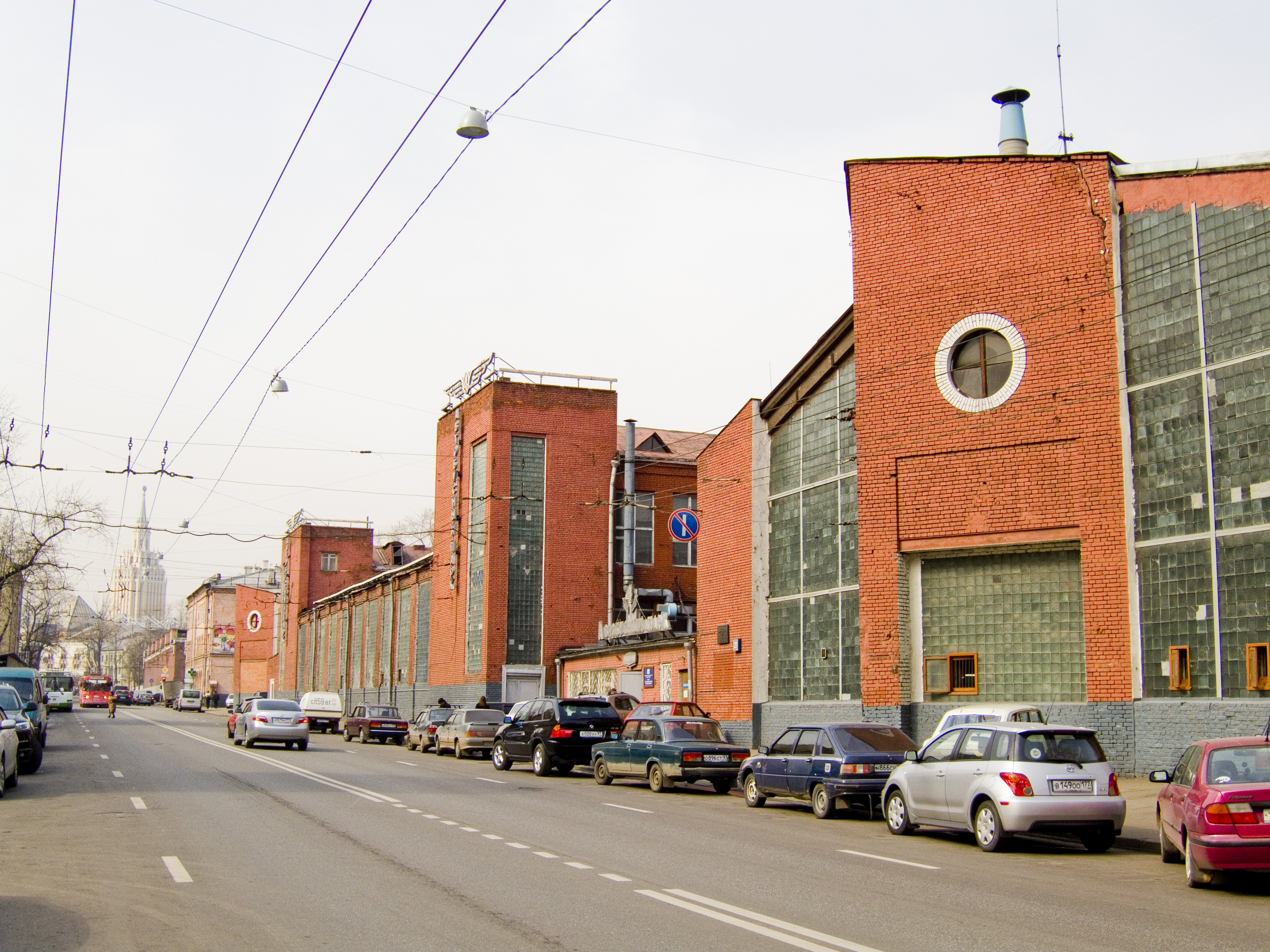
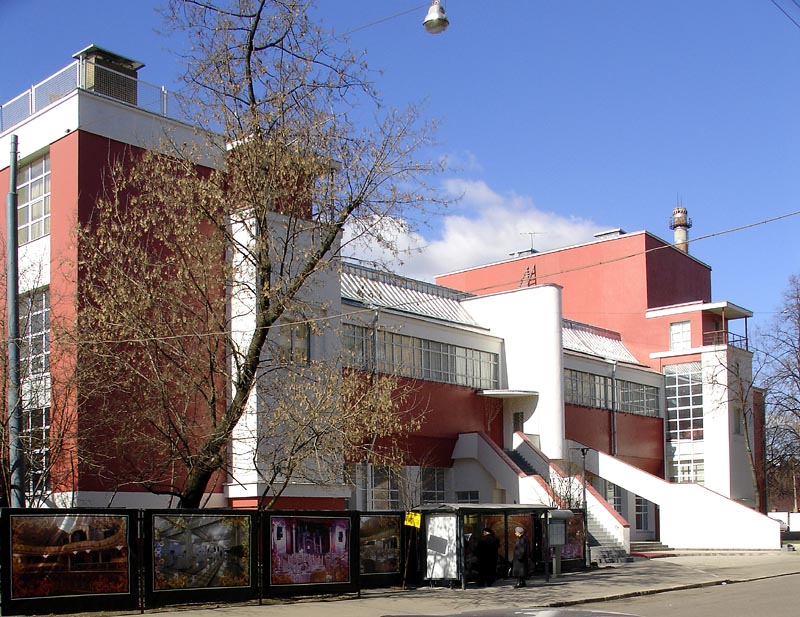
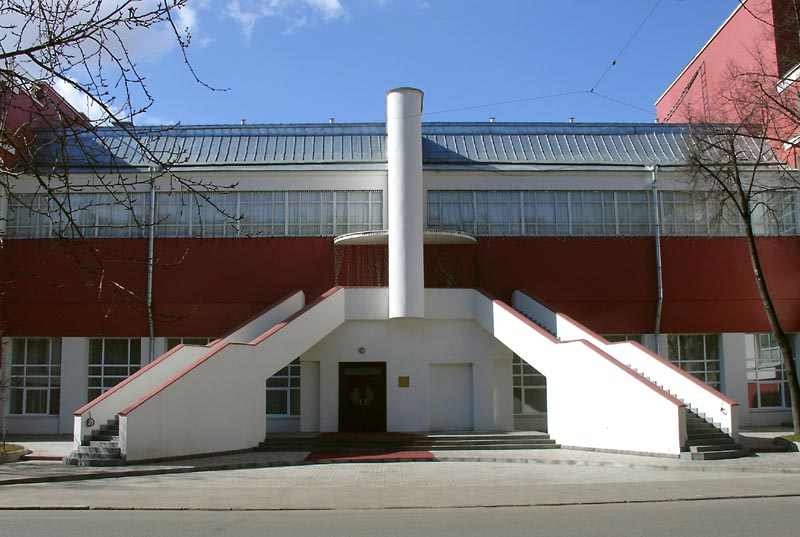